# 濕婆教
濕婆主義（羅馬化：Śaivasampradāyaḥa；英語：Shaivism，/ˈʃaɪvɪzəm/）是崇奉濕婆的印度教主要傳統。作為規模最大的印度教教派之一，它融合了許多次傳統，從二元對立有神論（如Shaiva Siddhanta）到瑜伽導向的一元無神論（如克什米爾濕婆主義，英語：Kashmir Shaivism）。它包含吠陀經和Agama文本為重要理論來源。
濕婆主義發展為前吠陀宗教和傳統的混合體，源自南部泰米爾人Shaiva Siddhanta傳統和哲學，並被非吠陀濕婆傳統同化。 在梵化和印度教形成的過程中，從公元前最後幾個世紀開始，這些前吠陀傳統與吠陀神樓陀羅和其他吠陀神祇被並列在一起。
濕婆主義在公元第一個千年開始流行，成為許多印度教王國的主導宗教傳統。 它到達東南亞，導致在印尼群島以及柬埔寨和越南等地區建造數千座濕婆寺廟，與這些地區的佛教共同發展。
濕婆神學範圍廣泛，從濕婆是創造者、保護者和毀滅者，到與自己和每個生物體內的「我」相等。它與沙克提主義以及一些在濕婆神廟和沙克提神廟中的濕婆崇拜密切相關。 它在各印度教傳統中最接受禁慾生活並強調瑜伽，又如其他印度教傳統一樣，鼓勵個人發現自己內在的濕婆，並與其合而為一。